# Dominikanerkloster Elbing

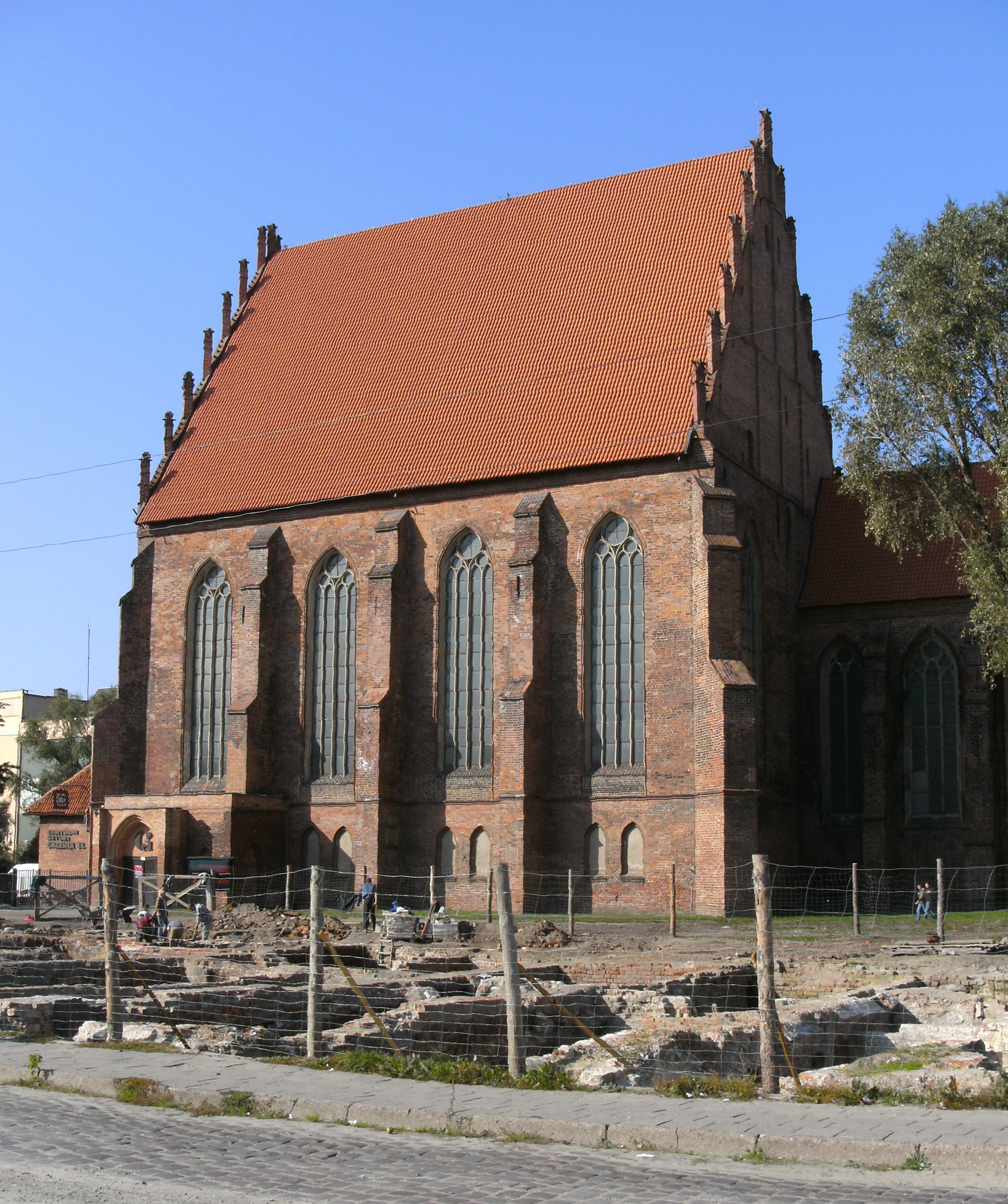
Ehemalige Klosterkirche

Das Kloster S. Dominici war eine Niederlassung der Dominikaner in Elbing, heute Elbląg, in Preußen von 1239 bis 1542.

## Lage
Das Kloster befand sich an der St. Marienkirche im Nordwesten der mittelalterlichen Stadt an der Stadtmauer. Reste der ursprünglichen Kirche sind erhalten.

## Geschichte
Am 13. Januar 1239 erteilte der Landmeister Hermann von Balk den Mönchen des Dominikanerordens die Erlaubnis, sich in Elbing niederlassen zu dürfen und wies ihnen einen Platz  zu. Dies war eine der ersten Niederlassungen des Ordens in Preußen. 1242 bestätigte der Legat Wilhelm von Modena die Gründung. 1246 erteilte der Hochmeister Heinrich von Hohenlohe die Genehmigung zum Bau einer Kirche und von Wirtschaftsgebäuden. Der Konvent gehörte zur Ordensprovinz Polen. 
Das Kloster erhielt in den folgenden Jahrhunderten zahlreiche Stiftungen und Schenkungen von Bürgern und dem Rat der Stadt. Die Gilden der Bäcker, Brauer, Mälzer und weitere hatten Altäre in der Klosterkirche. Es ist ein päpstlicher Indulgenzbrief erhalten, der die Mönche beim Betteln unterstützen sollte.
Das Kloster besaß wahrscheinlich Landstücke, worauf der spätere Flurname Mönchswiese hinweist.
Im Jahr 1504 brannten die Kirche und Teile der Gebäude nieder, wobei viele Bücher verloren gingen. Um 1516 wurde die Kirche wieder eingeweiht.
Es sind Namen von Prioren und Mönchen überliefert, einige trugen  prußische Familiennamen, was auf deren einheimische Herkunft deutet. Simon Grunau war von 1470 bis 1506 Mönch in Elbing, die letzten Jahre als Lesemeister.
1542 übergaben die letzten beiden Mönche das Kloster mit Besitz und Rechten an den Rat der Stadt.
Die Kirche wurde ein wichtiger Mittelpunkt der protestantischen Gemeinde.
1945 wurde sie schwer beschädigt und in den 1960er bis 1980er Jahren wieder aufgebaut. Heute befindet sich dort eine Kunstgalerie.

## Kirche

### Baugeschichte
Der bis Anfang des 14. Jahrhunderts errichtete Bau war eine einfache Saalkirche mit niedrigem Chor und Langhaus. Die zweischiffige Anlage des Langhauses entspricht den Bautraditionen der Bettelorden im preußischen Ordensland. Nach einem Stadtbrand 1288 wurde die Kirche beim Wiederaufbau zu einer zweischiffigen Hallenkirche mit erhöhtem Chor ausgebaut. Die Vorlagen zeigen noch die Höhe des ursprünglichen Baus. Der heutige Chorgiebel und das höhere Langhaus stammen ebenfalls aus dieser Phase. Nach dem Brand im Jahr 1504 wurde das südliche Seitenschiff erhöht, das Langhaus mit einem Netzgewölbe eingewölbt, und der Westgiebel erbaut. Die Verwendung eines gotischen Verbandes im oberen Mauerwerk spiegelt diesen spätgotischen Wiederaufbau wider. Die Kirche wurde größtenteils erhalten und zwischen 1927 und 1935 restauriert. Im Zweiten Weltkrieg schwer beschädigt, wurde der Bau 1960 bis 1982 wiederhergestellt, jedoch ohne Gewölbe.

## Architektur
Die Kirche ist eine asymmetrische, zweischiffige Hallenkirche mit einem gewölbten Rechteckchor und Strebepfeilern an den Außenmauern.  Der gewölbte Rechteckchor ist durch Strebepfeiler gegliedert. Das große Ostfenster war schon im Mittelalter erhöht. Die südliche Wand weist vier Achsen mit profilierten Fenstern und dicht gesetzten Strebepfeilern auf. Der Chor weist stilistische Parallelen zum Frauenburger Dom auf, insbesondere in der Giebelgestaltung und der Position der Strebepfeiler. Die Südfassade des Langhauses ist in vier Abschnitte unterteilt, die jeweils über ein Spitzbogenfenster verfügen. An die Nordseite wurde ein Kreuzgang angebaut.  Die gewölbte Sakristei ist an die Ostwand des Chors angegliedert und besteht aus drei Jochabschnitten und einem separaten westlichen Joch. Der Chorgiebel ist ein Dreiecksgiebel mit spitzbogigen und kreisförmigen Blenden. Der Westgiebel des Langhauses ist ebenfalls ein Dreiecksgiebel, der durch Gesimse in drei horizontale Zonen unterteilt ist, die reich mit Spitzbogenblenden verziert sind.